# Francine du Plessix Gray
Francine du Plessix Gray (geboren 25. September 1930 in Warschau; gestorben 13. Januar 2019 in New York City) war eine französisch-US-amerikanische Journalistin und Schriftstellerin.

## Leben
Francine du Plessix war die Tochter der russischen Emigrantin Tatjana Alexejewna Jakowlewa (1906–1991) und des französischen Diplomaten Vicomte Bertrand du Plessix (1902–1940). Sie wuchs in großbürgerlichen Verhältnissen in Paris auf. Ihr Vater starb während des Zweiten Weltkriegs als Soldat der französischen Armée de l’air bei Gibraltar.
Ihre Mutter heiratete den russischen Emigranten und Publizisten Alexander Liberman (1912–1999); 1943 gelang ihnen die Flucht aus Europa in die USA. Plessix besuchte die Spence School in New York City und erhielt 1952 einen B.A. am Bryn Mawr College. In diesem Jahr wurde sie in den USA eingebürgert.
Plessix arbeitete zwei Jahre als Reporterin für United Press International in New York City und danach bis 1955 als Verlagsassistentin für die französische Illustrierte Réalités. Sie schrieb über Mode, Kunst und Gesellschaft; ihre Artikel fanden sich in Vogue und Vanity Fair wieder. In der Zeit danach arbeitete sie als freie Journalistin. 1957 heiratete sie den Maler Cleve Gray (1918–2004), sie hatten zwei Söhne.
Von 1964 bis 1966 arbeitete Plessix Gray als Lektorin für den Verlag Art in America in New York City. Ihr erster literarischer Text erschien 1967 im New Yorker und 1975 als Kapitel in ihrem ersten Roman Lovers and tyrants. Im Jahr 1968 wurde sie Redakteurin beim New Yorker. 1975 war Plessix Gray Gastprofessorin am City College of New York, 1981 an der Yale University. 1983 nahm sie einen Lehrauftrag an der School of Fine Arts der Columbia University wahr und war danach auch an der Princeton University und der Brown University tätig. Sie war Mitglied des P.E.N. 1991 erhielt sie eine Guggenheim Fellowship und 2005 für ihre Autobiografie den National Book Critics Circle Award. 1992 wurde sie in die American Academy of Arts and Letters aufgenommen. 2004 wurde sie in die American Academy of Arts and Sciences gewählt.
Francine du Plessix Gray verstarb 2019 in New York City im Alter von 88 Jahren.

## Werke (Auswahl)
- Divine disobedience: profiles in Catholic radicalism. Knopf, New York 1970.
- Hawaii: the sugar-coated fortress. Random House, New York 1972.
- Lovers and tyrants. Simon & Schuster, New York 1976.
  - Liebhaber und Tyrannen : Roman. Übersetzung Ludwig Graf Schönfeldt. Propyläen, Berlin 1979, ISBN 978-3-549-05573-1.
- World without end: a novel. Simon & Schuster, New York 1981.
- October blood. Simon & Schuster, New York 1985.
- ADAM & EVE and the CITY. Simon & Schuster, 1987.
- Soviet women: walking the tightrope. Doubleday, New York 1990.
  - Drahtseilakte : Frauen in der Sowjetunion – Begegnungen aus der Zeit der Perestroika. Übersetzung Jürgen Benz. Droemer, München 1992, ISBN 978-3-426-77012-2.
- Rage and fire: a life of Louise Colet, pioneer feminist, literary star, Flaubert’s muse. Simon & Schuster, New York 1994.
  - Was wir träumen, wenn wir lieben: Das Leben der Louise Colet – Literatin, Feministin, Geliebte Flauberts. Übersetzung Klaus Fritz und Manuela Olsson. Droemer Knaur, München 1995, ISBN 978-3463402567.
- At home with the Marquis de Sade: a life. Simon & Schuster, New York, NY 1998.
- Simone Weil. Viking Press, New York 2001.
- Them: a memoir of parents. Autobiografie. Penguin Press, New York 2005, ISBN 978-0-14-303719-4.
- Madame de Staël. Atlas & Co., 2008 ISBN 978-1-934633-17-5.
- Majakowskis letzte Liebe. Übersetzung Matthias Wolf. Berenberg, Berlin 2008, ISBN 978-3-937834-27-6.